# ژیان‌مرغ کوتوله کلاه‌سیاه
ژیان‌مرغ کوتوله کلاه‌سیاه (نام علمی: Myornis atricapillus) گونه‌ای از پرندگان تیرهٔ ژیان‌مرغان (Tyrannidae) است که در کلمبیا، کاستاریکا، اکوادور و پاناما یافت می‌شود.